# Movila (Sălcioara), Dâmbovița
Movila este un sat în comuna Sălcioara din județul Dâmbovița, Muntenia, România.
La recensământul din 18 martie 2002, populația satului Movila era de 271 locuitori și satul avea 91 de case.  Satul este unul mai puțin cunoscut dar și remarca prin monumentele istorice : Movila Mare și Movila Mică.